# Ulbha
L'Illa d'Ulva (o simplement Ulva; en gaèlic escocès Ulbha)) és una illa del nord-oest d'Escòcia que pertany al Consell d'Argyll and Butel, a l'arxipèlag de les Hèbrides Interiors. Es troba davant de la costa oest de l'illa de Mull. Està separada d'ella per un petit estret, i es connecta a la veïna illa de Gometra per un pont.
Gran part de l'illa està formada a partir de roques cenozoiques basàltiques, que formen columnes en diversos llocs.
L'illa té una fauna abundant, i es poden veure regularment cetacis i ocells marins diversos a les aigües circumdants. També s'han registrat més de 500 espècies de plantes.
Avui en dia hi ha un servei regular de ferri i el turisme és el pilar de l'economia.

## Galeria

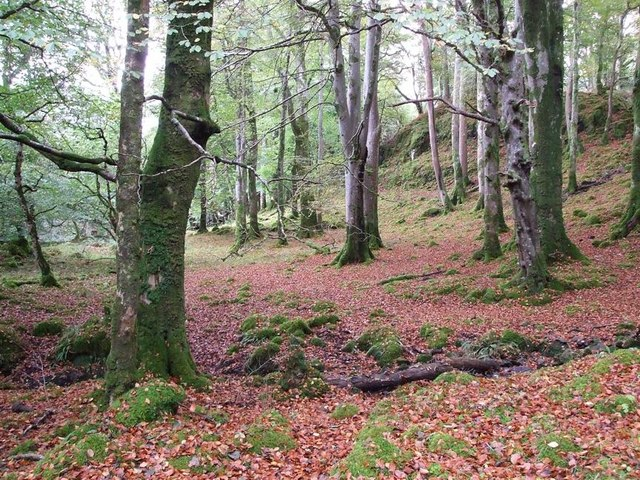
Bosc de l'illa
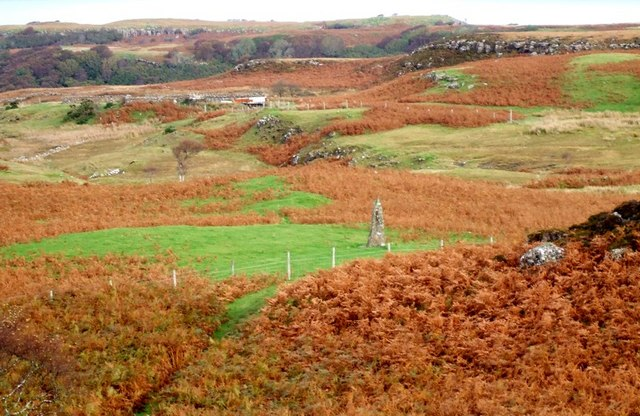
Paisatge de l'illa
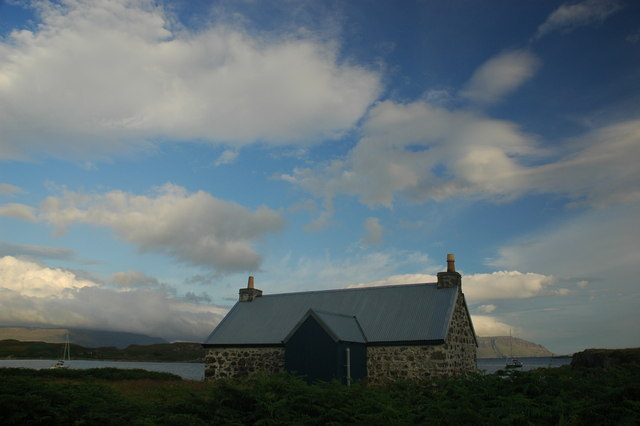
Paisatge
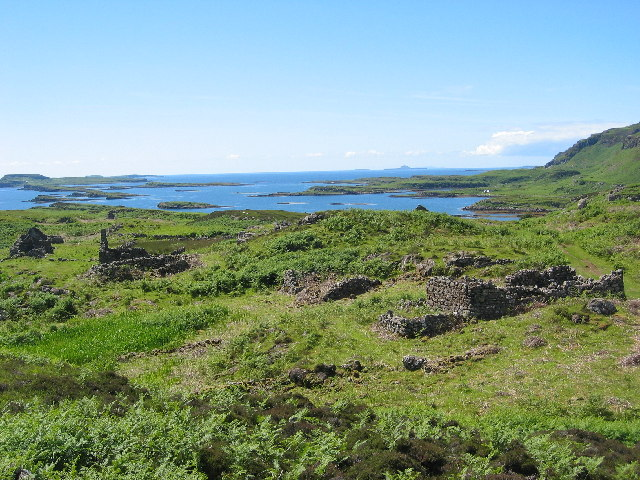
Ormaig
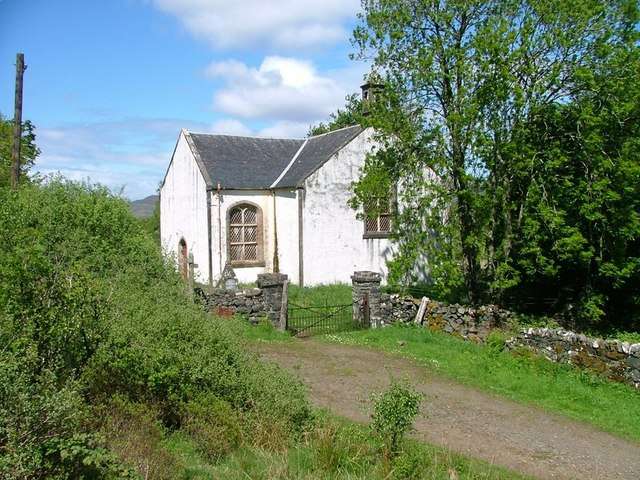
Ecclesia Ardalum amb Thomas Telford